# Callipseustes peninsulata
Callipseustes peninsulata là một loài bướm đêm trong họ Geometridae.